# Julius Foss
Julius Christian Foss (21. april 1879 – 26. juni 1953) var en dansk organist og musikhistoriker. Hans søn var jazzguitaristen, bassisten og orkesterlederen Niels Foss.
Julius Foss tog organisteksamen i 1897 som elev af bl.a. Gottfred Matthison-Hansen, Otto Malling og Louis Glass. Han kom snart efter på konservatoriet (1900-1901) og studerede en kort tid i Frankfurt. Fra 1901-1949 var han organist ved Sundby Kirke, og samtidig var han medarbejder på Musikhistorisk Museum fra 1910-1943. Derudover virkede han som teorilærer, bl.a. gennem brevkurser.
Hans forskning på Musikhistorisk Museum drejede sig bl.a. om den danske musik i renæssancen. Musikforskeren Angul Hammerich henledte i 1910 hans opmærksomhed på syv gamle nodesamlinger fra 1541 med 165 kompositioner fra Christian 3.s tid i Det Kongelige Biblioteks håndskriftafdeling. Foss' indsats bestod bl.a. i at oversætte de gamle nodetegn til moderne noder. Dette arbejdet var afsluttet i 1916. Derefter skulle materialet sættes i sammenhæng med anden viden om tidens musik og i 1923 kunne Foss fremlægge sine resultater i Aarbog for Musik. For at udnytte sine arbejder i praksis oprettede Julius Foss i 1918 koret Dansk Mensural-Cantori, der specialiserede sig i a cappella musik fra renæssancens Danmark og Tyskland.
Fra 1905 til 1934 var Foss medlem af bestyrelsen i Dansk Organist- og Kantorsamfund, heraf fra 1922 til 1934 som formand. Han var konsulent på en række orgelsager og skrev artikler om orgler og andre muikemner. Han var anmelder ved Kristeligt Dagblad fra 1919 og medarbejder ved Illustreret Musikleksikon i 1925-26. Derudover har han skrevet Kortfattet Vejledning i Musikteori (1908-09) og en legatbog for musikere (1927). Han var redaktør af de 3 første udgaver af Organistbogen som giver et overblik over en lang række kirkerorgler og om fungerende og tidligere organister og kantorer. Endelig bidrog Foss med et par egne sange til nodetidsskriftet Nordens Musik.